# Mesotheristus setosus
Mesotheristus setosus är en rundmaskart som först beskrevs av Butschli 1874.  Mesotheristus setosus ingår i släktet Mesotheristus och familjen Monhysteridae. Arten är reproducerande i Sverige. Inga underarter finns listade i Catalogue of Life.